# Дытюк, Иван Григорьевич
Иван Григорьевич Дытюк (укр. Іван Григорович Дитюк; 30 января 1920, Марьяновка — 23 января 1982, Тирасполь) — советский военнослужащий, участник Великой Отечественной войны, полный кавалер ордена Славы, старший разведчик батареи 156-го гвардейского артиллерийского полка, старшина.

## Биография
Родился 30 января 1920 года в селе Марьяновка-1 Захарьевского района Одесской области Украины. Украинец. Окончил 6 классов. Работал в колхозе.
В 1940 году был призван в Красную армию. Служил разведчиком в 979-м артиллерийском полку.
Участник Великой Отечественной войны с первых дней. С тяжелыми боями со своим полком отходил на восток. Под Москвой остатки полка влились в 21-ю Московскую дивизию народного ополчения, вскоре преобразованную в 173-ю стрелковую дивизию. Дытюк защищал Тулу, сражался под Каширой. С каждым днем росло боевое мастерство разведчика.
Осенью 1942 года дивизия была переброшена на Сталинградский фронт и вела ожесточенные бои в районе Котлубани. В конце декабря, в ожесточенных боях за Казачьий курган разведчик Дытюк, находясь в боевых порядка пехоты в течение трех суток корректировал огонь артиллерии. Был тяжело ранен, награждён медалью «За отвагу».
После госпиталя с большим трудом разыскал свою дивизию, за героизм в Сталинградском сражении преобразованную в 77-ю гвардейскую. Она занимала оборону по Оке северо-восточнее Болхова. По прибытии был зачислен в 156-й гвардейский артиллерийский полк разведчиком. Во время Курской битвы и дальнейшего наступления ефрейтор Дытюк все время находился в боевых порядках пехоты, передавал целеуказания на огневые позиции.
После освобождения Болхова, а затем Орла дивизия устремилась на запад, форсировала Десну, Днепр, вошла в Полесье. В июле 1944 года в составе войск 69-й армии она участвовала в прорыве вражеской обороны на реке Турья.
6 июля 1944 года при форсировании реки Турья у населенного пункта Кульчин, 20 километров юго-западнее города Ковель старший разведчик батареи гвардии ефрейтор Дытюк, устроившись на дереве, под ожесточенным огнём противника выявлял огневые точки и передавал данные на батарею. Засек гаубичную и минометную батареи противника, которые затем подавила наша артиллерия. В последующих боях по его целеуказаниям были выведены из строя минометная батарея и пулемет и до роты вражеских солдат.
Приказом от 21 июля 1944 года гвардии ефрейтор Дытюк Иван Григорьевич награждён орденом Славы 3-й степени.
В ходе последующего наступления дивизия вышла на государственную границу СССР и 22 июля форсировала Западный Буг. Через десять дней была уже на Висле.
В ночь на 1 августа гвардии ефрейтор Дытюк одним из первых переправился на левый берег реки в районе Кемпа Хотецка южнее населенного пункта Пулавы. В течение всего боя по овладению плацдармом корректировал огонь артиллерии. По его целеуказаниям артиллеристы подавили три огневые точки, 2 артиллерийские батареи, наблюдательный пункт и уничтожили около 15 вражеских солдат.
29 августа близ населенных пунктов Врацевице, Гняздкув, 20 км юго-западнее Пулав, обнаружил пулемет и минометную батарею противника и передал их координаты своей артиллерии.
Приказом от 8 октября 1944 года гвардии ефрейтор Дытюк Иван Григорьевич награждён орденом Славы 2-й степени.
14-16 января 1945 года, в первые дни наступления, в боях за населенные пункты Зволень, Ноез, 23 км юго-западнее Пулав, Дытюк засек 105-мм орудие, минометную батарею, 3 крупнокалиберных пулемета и скопление транспортных средств с боеприпасами. В результате мощного артиллерийского налета все эти цели были уничтожены.
4 февраля с передовой группой пехоты под огнём преодолел реку Одер в районе города Франкфурт непосредственно участвовал в захвате плацдарма. Вместе со стрелками он отражал вражеские контратаки, участвовал в рукопашных схватках, при этом уничтожил тринадцать вражеских солдат и взял в плен вражеского офицера. Был представлен к награждению орденом Славы 1-й степени.
В самом конце войны, на подступах к Берлину, боец совершил ещё один подвиг. Группа разведчиков и связистов дивизиона оказалась отрезанной от наступавших подразделений. Гитлеровцам удалось окружить советских воинов. Несколько часов артиллеристы отражали ожесточенный натиск врага, сходились врукопашную. В критический момент Иван Дытюк увлек за собой товарищей и вырвался из кольца. В этом бою он уничтожил двенадцать и пленил девять противников. Был награждён орденом Отечественной войны 1-й степени.
Указом Президиума Верховного Совета СССР от 31 мая 1945 года за образцовое выполнение заданий командования в боях с немецко-вражескими захватчиками гвардии ефрейтор Дытюк Иван Григорьевич награждён орденом Славы 1-й степени. Стал полным кавалером ордена Славы.
После Победы остался служить в армии. В 1949 году старшина Дытюк был демобилизован.
Вернулся на родину, затем жил в городе Тирасполь Молдавской ССР. Работал на заводе арматурщиком. Скончался 23 января 1982 года. Похоронен на кладбище «Дальнее» города Тирасполя.
Награждён орденами Отечественной войны 1-й степени, Славы 3-х степеней, медалями.